# Eisenbahnanschläge in Russland im Mai und Juni 2025
Die Eisenbahnanschläge in Russland im Mai und Juni 2025 ereigneten sich in der Nähe der Grenze zur Ukraine. Die Anschläge fanden fast zeitgleich mit der Operation Spinnennetz statt, bei der Militärflugplätze mit Drohnen angegriffen wurden.

## Verlauf des Anschlagshergangs

### Mai 2025

#### 31. Mai
Koordinaten: 52° 30′ 5″ N, 31° 58′ 59″ O

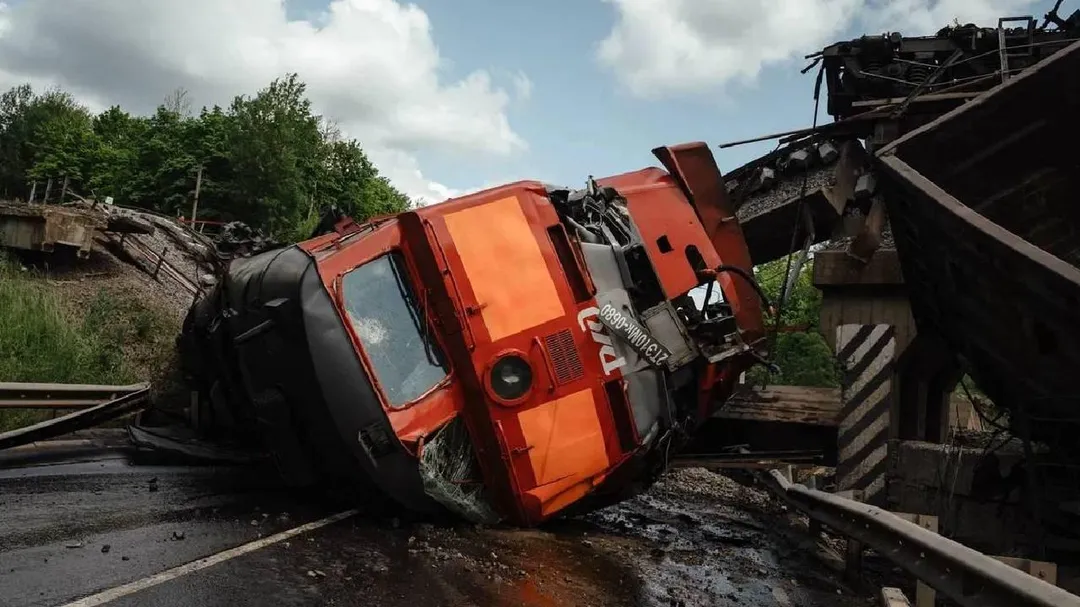
Das Wrack des Zuges

Der erste Anschlag ereignete sich am Abend des 31. Mai 2025 bei Wygonitschi in der Oblast Brjansk in der Nähe der ukrainischen Grenze. Eine Brücke der Fernstraße A240 stürzte auf die Bahngleise, als ein Personenzug mit 388 Personen heranfuhr. Darauf entgleiste die Lokomotive und einige Waggons. Nach Angaben der Behörden starben mindestens sieben Menschen, 69 wurden verletzt. Der Zug war auf dem Weg von Klimowo nach Moskau.

### Juni 2025

#### 1. Juni
Der zweite Anschlag ereignete sich bei Schelesnogorsk in der Oblast Kursk. Die Brücke stürzte ein, als der Güterzug über sie fuhr. Ein Teil des Zuges stürzte auf eine Straße unter der Brücke. Zudem fing die Lokomotive Feuer, das schnell gelöscht wurde. Einer der Lokomotivführer soll Beinverletzungen erlitten haben.

#### 5. Juni
Am Donnerstag, dem 5. Juni 2025 ereignete sich in der südwestrussischen Oblast Woronesch eine Explosion der Bahngeleise und das geschah am 725. Kilometer auf der Strecke Jewdakowo-Saguny. Bei dieser Explosion gab es keine Verletzte.

#### 6. Juni
Im Bezirk Prochorowski der Oblast Belgorod entgleiste eine am Gleis angebrachter Sprengsatz eine Reservediesellokomotive. Dabei wurden auch die Gleise beschädigt.

## Untersuchung
Russische Behörden machten unmittelbar ukrainische Sabotage für die Entgleisungen verantwortlich. Die beiden Regionen waren in den vergangenen Monaten immer wieder Ziel ukrainischer Sabotageaktivitäten. Nach Angaben von Kremlsprecher Dmitri Peskow wurde Wladimir Putin fortlaufend über die Entwicklungen der Ereignisse informiert. Die beiden Ereignisse passierten gerade einen Tag vor den geplanten Gesprächen zwischen Russland und der Ukraine in Istanbul zur Beendigung des elfjährigen Krieges.
Am 3. Juni stufte das Ermittlungskomitee der Russischen Föderation beide Ereignisse als „terroristische Akte“ ein.
Am 4. Juni 2025 teilte Alexander Iwanowitsch Bastrykin, Leiter des Ermittlungskomitees der Russischen Föderation, mit, dass am Ort der Vorfälle Spuren von im Ausland hergestellten Sprengstoffen gefunden worden seien und Kontrolleinheiten aus der Ukraine für die Explosionen eingesetzt worden seien. Nach Angaben von Bastrykin wurden in der Region Brjansk in der Nähe des Dorfes Mikischewo 13 kg Plastiksprengstoff sowie in der Ukraine hergestellte Steuereinheiten beschlagnahmt. Außerdem seien auf der Strecke zwischen den Bahnhöfen Unecha und Zhecha zwei Sprengsätze gefunden worden. Bastrykin erklärte auch, dass die  Beweise daraufhin deuteten, dass sie durch Geheimdienste der Ukraine organisiert worden seien.

## Reaktionen
Am 4. Juni 2024 sagte Wladimir Putin, dass die Sprengung der Brücken darauf abziele, die nächsten Verhandlungen mit der Ukraine in Istanbul zu stören. Ihm zufolge richteten sich die Angriffe gegen die Zivilbevölkerung.
US-Außenminister Marco Rubio drückte während eines Telefongesprächs mit Sergej Lawrow sein Beileid im Zusammenhang mit den zivilen Opfern infolge der Brücken-Sprengung aus.